# جزیره پانگکور
جزیره پانگکور جزیره‌ای در ساحل ایالت پراک در شمال غربی مالزی غربی است.
دسترسی به این جزیره توسط قایق از شهر لوموت ممکن است و حدود ۴۰ دقیقه طول می‌کشد. پانگ کور تنها ۸ کیلومتر مربع وسعت و هزار نفر جمعیت دارد و علی‌رغم تبلیغ شدید آن توسط دولت مالزی به عنوان مرکزی توریستی (که باعث جذب گردشگران بین‌المللی بسیاری هم شده است) هنوز ماهیگیری و صنایع ماهی محلی، اصلی‌ترین صنعت آن هستند.

## تاریخچه

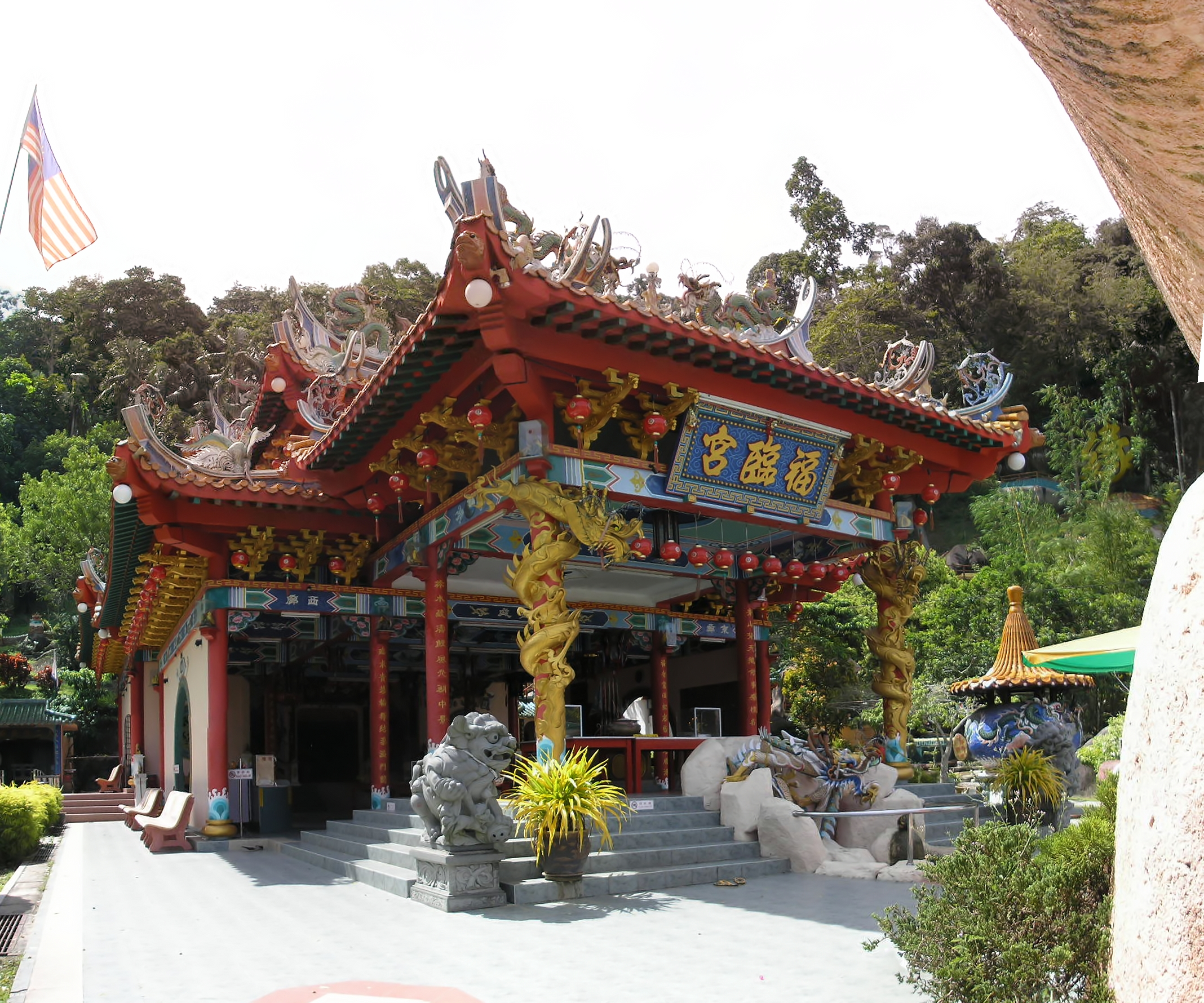

به‌طور تاریخی پانگ کور پناهگاهی برای ماهیگیران، تجار و دزدان دریایی محلی بود.
در سده هفدهم هلندی‌ها در این‌جا قلعه‌ای ساختند تا تجارت قلع در پراک را کنترل کنند.
این قلعه هنوز در این جزیره موجود است و به جاذبه‌ای گردشگری بدل شده است. آن را به نام قلعه هلندی (در مالایی: کوتا بلاندا) می‌نامند.
در ۱۸۷۴ در این جزیره بود که معاهدهٔ تاریخی مهمی بین سلطان محلی پراک و دولت بریتانیا امضا شد و با این قرارداد نفوذ استعماری بریتانیا بر شبه جزیره مالایا آغاز شد.
این قرارداد معاهده پانگ کور نام دارد.

## گردشگری

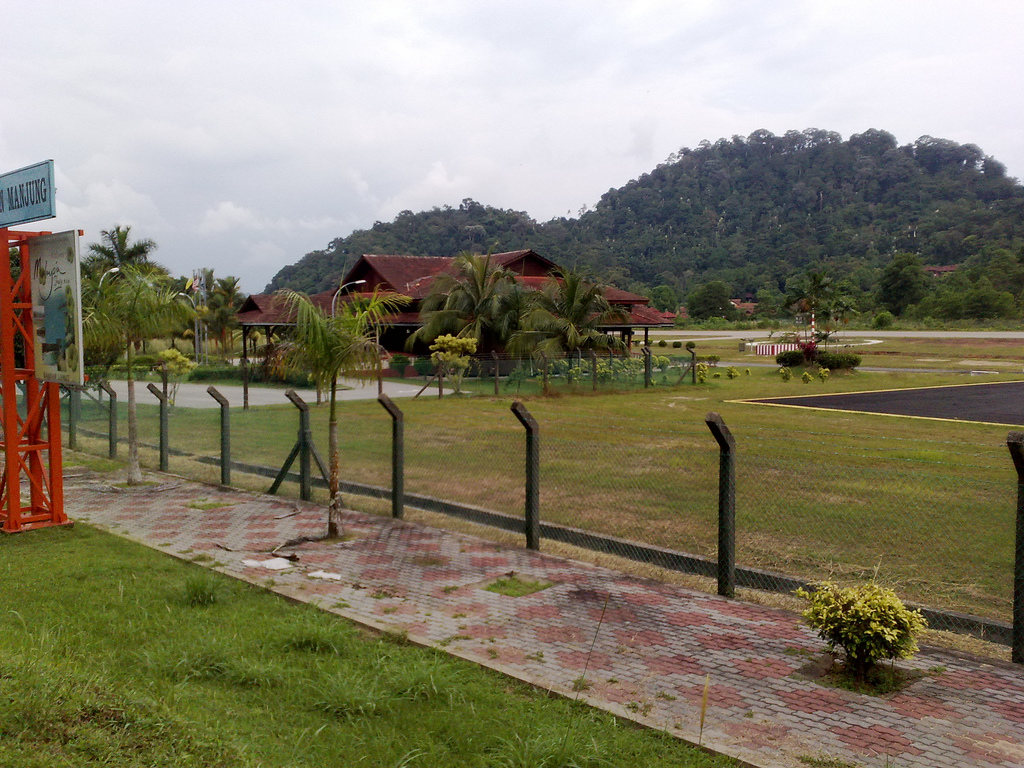
فرودگاه جزیره پانگکور

پانگکور به سواحل خوب خود معروف است و امکانات اقامتی از خوابگاه‌های ارزان تا هتل‌های ۵ ستاره در آن موجود است. تلوک نیپاه و ساحل مرجان در شمال غربی جزیره از محبوب‌ترین سواحل برای جهانگردان اروپایی هستند. تلوک کتاپانگ (ساحل لاک‌پشت) نیز از سواحل زیبای این جزیره است.
یکی از جزایر کوچک نزدیک پانگکور، جزیره «پانگکور لائوت» است که مقابل ساحل پاسیر بوگاک قرار دارد.
تمام این جزیره توسط هتلی با همین نام اشغال شده است که آن را از اجلالی‌ترین هتل‌های مالزی می‌دانند. کتاب راهنمای لونلی پلانت در نسخه ژانویه ۲۰۰۷ خود این هتل را «اختصاصی‌ترین مؤسسه توریستی مالزی» می‌نامد. پاواراوتی، خواننده اپرای معروف ایتالیایی، بارها در این هتل اقامت کرده است.
وقوع فاجعه سونامی دسامبر ۲۰۰۴ در آسیای جنوب شرقی گرچه تأثیر کمی بر کرانه غربی مالزی داشت اما بر افت گردشگری در پانگ‌کور نقش داشته است.